# Gornjonjemački jezici
Gornjonjemački jezici (Hochdeutsch), jedna od 3 podskupine njemačkih jezika koja se dijeli na dvije uže podskupine, 
- alemansku s 4 jezika koji se govore u Švicarskoj, Njemačkoj i Venezueli;
- bavarsko-austrijsku s 4 jezika u Austriji, Italiji i Kanadi.[1]

## Klasifikacija
Alemanski jezici (4)
alemán coloneiro, Venezuela.
alemanski, Švicarska
švapski, Njemačka
walserski
Bavarsko-austrijski jezici (4)
bavarski, Austrija.
cimbrijski, Italija
Hutteritski,  Kanada
Mócheno, Italija.

## Vanjske poveznice
- Ethnologue (14th)
- Ethnologue (15th)